# Урай (аэропорт)
Аэропо́рт Урай — аэропорт города Урай Ханты-Мансийского автономного округа. Пропускная способность аэровокзального комплекса – 250 человек в час.

## Принимаемые типыВС
Самолёты Ан-32, Ту-154, Як-42, ATR 42, ATR 72,Bombardier CRJ, Bombardier Dash 8, Embraer EMB 120 Brasilia, Embraer ERJ-145, Embraer E-190,Boeing 737-500, Boeing 737-400, Boeing 737-300, Saab 340, Saab 2000, Sukhoi Superjet 100 и все более лёгкие, а также вертолёты всех типов.

## Показатели деятельности
| год             | 2014 | 2015 | 2016 | 2017 |
| тыс. пассажиров | 19,7 | 13,1 | 14,1 | 13,7 |
| Источники:      |      |      |      |      |

## Организации, расположенные на аэродроме
1. Няганское отделение Югорского центра ОВД филиала «Аэронавигация Севера Сибири»